# João Rodrigues (Missionar)
João Rodrigues (* um 1561/62 in Sernancelhe (Portugal); † 1. August 1633 in Macau) war ein portugiesischer Jesuit, der in Japan missionierte und besonders für seine linguistischen Studien bekannt ist. Seine Sprachbegabung trug ihm den japanischen Beinamen „Tçuzzu/Tçuzu“ (Dolmetscher, moderne Transkription: tsūji) ein. Er verfasste mehrere Bücher, darunter Arte da Lingoa de Iapam (1604), ein Meilenstein in der westlichen Erforschung des Japanischen. Wahrscheinlich war er auch bei der Kompilation des Vocabulario da Lingoa de Iapam (1603) beteiligt, doch ist sein Anteil an diesem Projekt noch nicht hinreichend geklärt.

## Leben
João Rodrigues stammt aus Sernancelhe, einer kleinen Stadt im nördlichen Portugal. Der Hintergrund seines Aufbruchs nach Ostasien ist nicht geklärt, doch zog er etwa um 1574 nach Ostasien und erreicht 1577 von Macau aus Japan, wo er als Novize in die Gesellschaft Jesu eintrat. Neben seinen Grammatik- und Lateinstudien beschäftigte er sich intensiv mit dem Erwerb der japanischen Sprache und erhielt, zunächst in Bungo, eine theologische Ausbildung, die er in Nagasaki abschloss.
Im Jahre 1580 wurde er in der portugiesischen Enklave Macau zum Priester geweiht, worauf er nach Japan zurückkehrte. Dank seiner vorzüglichen Sprachkenntnisse stieg er zu einer Schlüsselfigur auf in der Kommunikation zwischen den japanischen Behörden bzw. Machthabern und den Europäern im Land. Rodrigues war Zeuge der Expansion und der wachsenden Probleme der Portugiesen in Japan. Er erlebte die Geburt der Tokugawa-Dynastie unter dem ersten Shōgun Ieyasu und auch die Ankunft der Niederländer in Japan. Viele seiner Beobachtungen zum Leben der Japaner und den politischen Ereignissen sind in Briefen und Schriften erhalten. Bemerkenswert ist u. a. die erste westliche Beschreibung der japanischen Tee-Zeremonie („Arte del cha“).
1603 wurde er Prokurator der Mission in Nagasaki. Im Jahre 1609 ereignete sich in Macau ein Zwischenfall mit einem Rotsiegel-Schiff des Landesherren Arima Harunobu, bei dem 48 seiner Seeleute getötet wurden. Harunobu holte beim Shōgun Ieyasu die Erlaubnis zur Vergeltung ein, und als er hörte, dass der verantwortliche Kapitän auf dem Schiff Madre de Deus nach Nagasaki gekommen war, versuchte er, diesen festzunehmen. Während der heftigen Auseinandersetzungen geriet die Madre de Deus in Brand und sank. Im Zuge weiterer Vergeltungsmaßnahmen wurden portugiesische Missionare des Landes verwiesen, darunter auch Rodrigues.
Rodrigues zog nach Macau, wo die Gesellschaft Jesu 1594 mit dem Colégio de São Paulo eine Akademie gegründet hatten, in denen die Asienmissionare nicht nur Theologie, Philosophie und Mathematik, sondern auch Geographie, Astronomie, portugiesische, lateinische und chinesische Sprachstudien betrieben. Hier beschäftigte er sich bis 1615 mit der Geschichte des Christentums in China. 1620 erschien in Macau eine komprimierte, handlichere Ausgabe seiner japanischen Grammatik. Dann begleitete er den Visitator André Palmeiro nach Peking. Im Jahre 1630 dolmetschte er für portugiesische Soldaten, die den Truppen der Ming-Dynastie gegen die angreifenden Mandschu halfen.
Im sogenannten "Riten-Streit" erzielte er einen gewissen Einfluss hinsichtlich der Frage, ob man chinesische Termini für den Gott des Christentums benutzen könne. Rodrigues sprach sich aufgrund seiner Erfahrungen in Japan für die Beibehaltung des japanischen „Deus“ aus. Diese Position ging in Niccolò Longobardos gewichtige Responsio brevis super controversias de „Xamti“ ein. Rodrigues starb im Sommer 1633 in Macau.

## Werke
- Arte Da Lingoa De Iapam Composta Pello Padre Ioão Rodriguez Portugues da Cõpanhia de Iesv diuidida em tres Livros. Com Licença Do Ordinario, E Svperiores Em Nangasaqui no Collegio de Iapão da Companhia de Iesv Anno. 1604.
- Arte Breve da Lingoa Iapoa tirada da arte grande da mesma lingoa, pera os que come, cam a aprender os primeiros principios della. Amacao, 1620.
- Arte del Cha. (Edition: Arte del Cha.) By Juan Rodriguez Tsuzu, S. J. Edited by Jose Luis Alvarez-Taladriz. 1954
- Tractatus copiosissimus contra praxes Matthaei Ricci (verschollen)